# City of Blinding Lights
"City of Blinding Lights" là một bài hát của ban nhạc rock U2. Đây là track thứ năm từ album phòng thu của họ năm 2004 How to Dismantle an Atomic Bomb và là đĩa đơn thứ tư được phát hành từ album vào ngày 6 tháng 6 năm 2005. Ca khúc đã nằm trong tốp 10 bài hit của Ireland, Vương quốc Anh và một số quốc gia khác. MV bài hát được thực hiện ở Vancouver, British Columbia.
Phiên bản hiện thân đầu tiên của ca khúc đã được phát triển từ năm 1997 trong album Pop của ban nhạc. Lời bài hát do giọng ca chính Bono viết lấy cảm hứng từ những hồi ức về chuyến đi đầu tiên của ông tới London cũng như qua những trải nghiệm của ban nhạc khi biểu diễn ở thành phố New York sau sự kiện khủng bố kinh hoàng 11 tháng 9. Lời bài hát còn dựa trên mối quan hệ của Bono với vợ mình. Chủ đề cơ bản của ca khúc là việc đánh mất sự ngây thơ và lấy cảm hứng từ hình ảnh của chính Bono từ đầu những năm 1980. Các giai điệu ca khúc được so sánh với những giai điệu trong album năm 1984 của U2 The Fire Unforgettable và single của nhóm năm 1987 "Where the Streets Have No Name".
"City of Blinding Lights đã nhận nhiều lời tán dương từ giới phê bình và đã đoạt Giải Grammy cho Bài hát rock hay nhất tại lễ trao Giải Grammy năm 2006. Bài hát cũng được nhóm trình diễn trực tiếp trong chuyến lưu diễn của nhóm 2005 Vertigo Tour; ca khúc thường chơi ở vị trí mở đầu và đã được biểu diễn ở tất cả các chương trình trong buổi diễn từ chuyến lưu diễn của U2. Bài hát cũng được sử dụng làm nhạc nền trong tập phim The Simpsons, Entourage và cả trong bộ phim Yêu nữ thích hàng hiệu.

## Danh sách track
Tất cả nhạc phẩm được soạn bởi U2.
| CD 1             | CD 1                                        | CD 1             | CD 1       |
| STT              | Nhan đề                                     | Phổ lời          | Thời lượng |
| ---------------- | ------------------------------------------- | ---------------- | ---------- |
| 1.               | "City of Blinding Lights" (hiệu đỉnh radio) | Bono             | 4:11       |
| 2.               | "All Because of You" (Killahurtz Fly mix)   | Bono             | 5:40       |
| Tổng thời lượng: | Tổng thời lượng:                            | Tổng thời lượng: | 9:51       |

| CD 2             | CD 2                                                                                            | CD 2             | CD 2       |
| STT              | Nhan đề                                                                                         | Phổ lời          | Thời lượng |
| ---------------- | ----------------------------------------------------------------------------------------------- | ---------------- | ---------- |
| 1.               | "City of Blinding Lights" (Radio edit)                                                          | Bono             | 4:11       |
| 2.               | "The Fly" (Live at Stop Sellafield, Sellafield, Cumbria, Anh, 1992)                             | U2               | 4:38       |
| 3.               | "Even Better Than the Real Thing" (Live at Stop Sellafield, Sellafield, Cumbria, England, 1992) | U2               | 3:50       |
| Tổng thời lượng: | Tổng thời lượng:                                                                                | Tổng thời lượng: | 12:39      |

| Mini-CD          | Mini-CD                                                                                              | Mini-CD          | Mini-CD    |
| STT              | Nhan đề                                                                                              | Phổ lời          | Thời lượng |
| ---------------- | --- | ---------------- | ---------- |
| 1.               | "City of Blinding Lights" (Radio edit)                                                               | Bono             | 4:11       |
| 2.               | "Out of Control" (Live at the Brooklyn Bridge, Manhattan, New York City, New York, 22 November 2004) | U2               | 5:05       |
| Tổng thời lượng: | Tổng thời lượng:                                                                                     | Tổng thời lượng: | 9:16       |

| Japan CD         | Japan CD                                                                                        | Japan CD         | Japan CD   |
| STT              | Nhan đề                                                                                         | Phổ lời          | Thời lượng |
| ---------------- | ----------------------------------------------------------------------------------------------- | ---------------- | ---------- |
| 1.               | "City of Blinding Lights" (Radio edit)                                                          | Bono             | 4:11       |
| 2.               | "The Fly" (Live at Stop Sellafield, Sellafield, Cumbria, England, 1992)                         | U2               | 4:38       |
| 3.               | "Even Better Than the Real Thing" (Live at Stop Sellafield, Sellafield, Cumbria, England, 1992) | U2               | 3:50       |
| 4.               | "All Because of You" (Killahurtz Fly mix)                                                       | Bono             | 5:40       |
| Tổng thời lượng: | Tổng thời lượng:                                                                                | Tổng thời lượng: | 18:19      |

| DVD              | DVD | DVD              | DVD        |
| STT              | Nhan đề | Phổ lời          | Thời lượng |
| ---------------- | --- | ---------------- | ---------- |
| 1.               | "City of Blinding Lights" (Live at the Brooklyn Bridge, Manhattan, New York City, New York, 22 November 2004 – Video) | Bono             | 6:53       |
| 2.               | "Sometimes You Can't Make It on Your Own" (Video)                                                                     | Bono             | 4:40       |
| 3.               | "City of Blinding Lights" (Audio only)                                                                                | Bono             | 5:46       |
| Tổng thời lượng: | Tổng thời lượng: | Tổng thời lượng: | 17:23      |

## Xếp hạng
| Xếp hạng (2005)                      | Vị trí cao nhất |
| ------------------------------------ | --------------- |
| Úc (ARIA)                            | 31              |
| Áo (Ö3 Austria Top 40)               | 28              |
| Bỉ (Ultratop 50 Flanders)            | 29              |
| Bỉ (Ultratop 50 Wallonia)            | 23              |
| Canadian Singles Chart               | 2               |
| Đan Mạch (Tracklisten)               | 2               |
| Pháp (SNEP)                          | 89              |
| Đức (GfK)                            | 24              |
| Ireland (IRMA)                       | 8               |
| Ý (FIMI)                             | 5               |
| Hà Lan (Single Top 100)              | 3               |
| Tây Ban Nha (PROMUSICAE)             | 1               |
| Thụy Điển (Sverigetopplistan)        | 8               |
| Anh Quốc (OCC)                       | 2               |
| Hoa Kỳ Adult Pop Airplay (Billboard) | 40              |